# Campanha indiana de Alexandre, o Grande
A Campanha indiana de Alexandre, o Grande começou em 326 a.C.. Após conquistar o Império Aquemênida da Pérsia, o rei macedônio (e agora governante dos territórios persas), Alexandre III, iniciou uma série de ofensivas militares contra o noroeste do subcontinente indiano. Várias batalhas de pequena, média e grande intensidade foram travadas, sendo uma das mais brutais ocorrendo nas margens do rio hidaspes contra o rei Poro de Punjab.
Para muitos acadêmicos, a racionalidade da campanha vinha do desejo de Alexandre de "conquistar o mundo inteiro", que os gregos acreditavam terminar na Índia. Fazendo alianças, subjugando inimigos e derramando muito sangue, não se sabe se a campanha valeu a pena, de um ponto de vista militar. Contudo, seu aspecto cultural foi grande, com a helenização chegando até aquele canto da Ásia.
Após desistir de se aprofundar mais na Índia, Alexandre contemplou atacar Cartago e Roma no Ocidente, e ainda a península Arábica, porém o rei macedônio acabou morrendo em seu palácio na Babilônia em 13 de junho de 323 a.C. antes de poder ordenar o início de qualquer nova campanha. Dois anos depois, em uma clara repercussão da nova influência de Alexandre e o legado grego na região, Chandragupta Máuria, de Mágada, forjou o Império Máuria, que ocupou quase toda a região da Índia moderna.